# François Verstraeten
François Verstraeten (* 23. März 1887 in Etterbeek; † 28. Juli 1965 in Sint-Lambrechts-Woluwe) war ein belgischer Radrennfahrer.
1906 belegte François Verstraeten noch als Amateur den dritten Platz bei der Belgien-Rundfahrt. 1906 trat er bei den Olympischen Zwischenspielen in Athen in einem 20-Kilometer-Bahnrennen hinter Schrittmacher, schied aber schon in einer Vorrunde aus. 1907 sowie 1908 wurde er Belgischer Meister im Straßenrennen, beide Male in Keumiée, ein dritter Sieg bei der Meisterschaft 1909 scheiterte an einer Reifenpanne.
1913 startete Verstraeten bei der ersten Austragung der Flandern-Rundfahrt. Der Ausbruch des Ersten Weltkriegs beendete seine Radsport-Karriere.